# Tweede Kamerverkiezingen 1977/Kandidatenlijst/NMP
Dit is de kandidatenlijst voor de Tweede Kamerverkiezingen 1977 voor de Nederlandse Middenstands Partij. De partij deed alleen mee in kieskring VI ('s-Gravenhage) en de lijst bestond uit slechts één kandidaat.

## De lijst
1. Johan Hendrik Borsboom - 89 stemmen

CDA · PvdA · VVD · PPR · CPN · D'66 · DS'70 · SGP · Boerenpartij · GPV · PSP · RKPN · DAC · Federatie Bejaardenpartijen Nederland · Partij van de Belastingbetalers · SP · NVU · Verbond tegen Ambtelijke Willekeur · Europese Conservatieve Unie · Lijst 18 (kieskring IX) · KENml · RPF · NMP · Lijst 22
1971 · 1972 · 1977 · 1998 · 2002